# Discografia de Isaac Hayes
Este artigo é uma lista detalhada dos discos lançados pelo artista de soul, Isaac Hayes.

## Álbuns de Estúdio
| Ano                                                                                            | Título                                                               | Pico[1][2] | Pico[1][2] | Pico[1][2] | Pico[1][2] |
| Ano                                                                                            | Título                                                               | UK         | US         | U.S. R&B   | US Jazz    |
| ---------------------------------------------------------------------------------------------- | -------------------------------------------------------------------- | ---------- | ---------- | ---------- | ---------- |
| 1967                                                                                           | Presenting Isaac Hayes - Lançado: 1967 - Selo: Enterprise/Stax       | —          | —          | —          | —          |
| 1969                                                                                           | Hot Buttered Soul - Released: 1969 - Selo: Enterprise/Stax           | —          | 8          | 1          | 1          |
| 1970                                                                                           | The Isaac Hayes Movement - Released: 1970 - Label: Enterprise/Stax   | —          | 8          | 1          | 1          |
| 1970                                                                                           | ...To Be Continued - Lançado: 1970 - Selo: Enterprise/Stax           | —          | 11         | 1          | 1          |
| 1971                                                                                           | Black Moses - Lançado: Novembro de 1971 - Label: Enterprise/Stax     | 38         | 10         | 1          | 2          |
| 1973                                                                                           | Joy - Lançado: 1973 - Selo: Enterprise/Stax                          | —          | 16         | 2          | —          |
| 1975                                                                                           | Chocolate Chip - Lançado: 1975 - Selo: Hot Buttered Soul Records/ABC | —          | 18         | 1          | —          |
| 1975                                                                                           | Disco Connection - Lançado: 1975 - Selo: Hot Buttered Soul/ABC       | —          | 85         | 19         | —          |
| 1976                                                                                           | Groove-A-Thon - Lançado: 1976 - Selo: Hot Buttered Soul/ABC          | —          | 45         | 11         | —          |
| 1976                                                                                           | Juicy Fruit - Lançado: 1976 - Selo: Hot Buttered Soul/ABC            | —          | 124        | 18         | —          |
| 1977                                                                                           | New Horizon - Lançado: 1977 - Selo: Polydor                          | —          | —          | 26         | —          |
| 1977                                                                                           | A Man And A Woman with Dionne Warwick - Lançado: 1977 - Selo: ABC    | —          | —          | —          | —          |
| 1978                                                                                           | For the Sake of Love - Lançado: 1977 - Selo: Polydor                 | —          | 75         | 15         | —          |
| 1978                                                                                           | HotBed 1 - Lançado: 1978 - Selo: Stax/Fantasy                        | —          | —          | —          | —          |
| 1979                                                                                           | Don't Let Go - Lançado: 1979 - Selo: Polydor                         | —          | 39         | 9          | —          |
| 1980                                                                                           | And Once Again - Lançado: 1980 - Selo: Polydor                       | —          | 59         | 26         | —          |
| 1981                                                                                           | Lifetime Thing - Lançado: 1981 - Selo: Polydor                       | —          | —          | —          | —          |
| 1986                                                                                           | U-Turn (álbum de Isaac Hayes - Lançado: 1986 - Selo: Columbia        | —          | —          | 32         | —          |
| 1988                                                                                           | Love Attack - Lançado: 1988 - Selo: Columbia                         | —          | —          | 70         | —          |
| 1995                                                                                           | Raw and Refined - Lançado: 1995 - Selo: Point Blank                  | —          | —          | —          | —          |
| 1995                                                                                           | Branded - Lançado: 1995 - Selo: Pointblank Records                   | —          | —          | 75         | —          |
| 1995                                                                                           | Wonderful 1 - Lançado: 1994 - Selo: Stax/Fantasy                     | —          | —          | —          | —          |
| Notes: 1. Gravação arquivada; lançado pela Fantasy Records depois da falência da Stax Records. |                                                                      |            |            |            |            |

## Álbuns Ao Vivo
| Ano                                                                                            | Título                                                           | Pico[1][2] | Pico[1][2] | Pico[1][2] | Pico[1][2] |
| Ano                                                                                            | Título                                                           | UK         | US         | U.S. R&B   | US Jazz    |
| ---------------------------------------------------------------------------------------------- | ---------------------------------------------------------------- | ---------- | ---------- | ---------- | ---------- |
| 1973                                                                                           | Live at the Sahara Tahoe - Lançado: 1973 - Selo: Enterprise/Stax | —          | 14         | 1          | —          |
| 2003                                                                                           | Isaac Hayes at Wattstax 1 - Lançado: 1995 - Selo: Stax/Fantasy   | —          | —          | —          | —          |
| Notes: 1. Gravação arquivada; lançado pela Fantasy Records depois da falência da Stax Records. |                                                                  |            |            |            |            |

## Trilhas-Sonoras
| Ano  | Título                                                   | Pico[1][2] | Pico[1][2] | Pico[1][2] | Pico[1][2] |
| Ano  | Título                                                   | UK         | US         | U.S. R&B   | US Jazz    |
| ---- | -------------------------------------------------------- | ---------- | ---------- | ---------- | ---------- |
| 1971 | Shaft - Lançado: 1971 - Selo: Enterprise/Stax            | 17         | 1          | 1          | 1          |
| 1974 | Three Tough Guys - Lançado: 1974 - Selo: Enterprise/Stax | —          | 146        | —          | —          |
| 1974 | Truck Turner - Lançado: 1974 - Selo: Enterprise/Stax     | —          | 156        | 17         | —          |

## Singles

### Stax
Todos singles lançados pela Stax Records através do selo Enterprise, exceto quando anotado.
| Ano | Título                                                                             | Pico[3]          | Pico[3]          | Pico[3]      | Pico[3] |
| Ano | Título                                                                             | U.S. R&B Singles | U.S. Pop Singles | U.K. Singles |         |
| --- | ---------------------------------------------------------------------------------- | ---------------- | ---------------- | ------------ | ------- |
| 1965 | "Blue Groove" 1/ "Big Dipper" 1 (Sir Isaac & the Doo-Dads)                         | -                | -                | -            |         |
| 1967 | "Precious, Precious"/ "Going to Chicago Blues"                                     | -                | -                | -            |         |
| 1969 | "Walk on By"/ "By the Time I Get to Phoenix"                                       | - -              | 30 37            | -            |         |
| 1969 | "The Mistletoe and Me"/ "Winter Snow"                                              | -                | -                | -            |         |
| 1970 | "I Stand Accused"/ "I Just Don't Know What to Do With Myself"                      | 42               | -                | -            |         |
| 1971 | "The Look of Love"/ "I Just Don't Know What to Do with Myself"                     | -                | -                | -            |         |
| 1971 | "I Can't Help It"/ "Never Can Say Goodbye"                                         | - 5              | - 22             | -            |         |
| 1971 | "Theme from Shaft"/ "Cafe Regio's"                                                 | 1                | 1                | -            |         |
| 1972 | "Do Your Thing"/ "Ellie's Love Theme"                                              | 3                | 30               | -            |         |
| 1972 | "Soulsville"/ "Let's Stay Together"                                                | - 25             | - 48             | -            |         |
| 1972 | "Ain't That Loving You"/ "Baby, I'ma Want You" (Isaac Hayes & David Porter)        | 37               | 86               | -            |         |
| 1972 | "Theme from The Men"/ "Type Thang"                                                 | 19               | 38               | -            |         |
| 1973 | "(If Loving You Is Wrong) I Don't Want To Be Right"/ "Rolling Down a Mountainside" | -                | -                | -            |         |
| 1973 | "Joy" [Part I] "Joy" [Part II]                                                     | 7                | 30               | -            |         |
| 1974 | "Wonderful"/ "Someone Made You for Me"                                             | 18               | 47               | -            |         |
| 1974 | "Title Theme" (do filme Tough Guys)/ "Hang Up on My Baby"                          | -                | 72               | -            |         |
| 1978 | "Feel Like Makin' Love" [Part 1] 2/ "Feel Like Makin' Love" [Part 2] 2             | -                | -                | -            |         |
| Notes: 1. Lançado pela Volt. 1. Gravação arquivada; lançado pela Fantasy Records depois da falência da Stax Records. |                                                                                    |                  |                  |              |         |

## Compilações
- Ultimate ISAAC HAYES Can You Dig It? - Stax Records 2005  CD Duplo
- The Man - The Ultimate Isaac Hayes 1969 - 1977 - Stax Records 2001 CD Duplo
- Isaac Hayes - The Polydor Years - Polydor 2000